# Stephanus van Luik
Stephanus van Luik (Étienne de Liège) (circa 850 - 10 mei 920) was bisschop van Luik van 903 tot 920. Daarvoor was hij abt van de abdij van Lobbes en kanunnik aan de kathedraal van Metz. Hij overleed op 10 mei 920 en werd begraven in de Luikse Sint-Lambertuskathedraal.
Er bestaat een giftbrief uit 915 van Karel de Eenvoudige , waarin deze de abdijen van Hastières en Mechelen (Maslinas) overdraagt aan Stephanus van Luik. 
De traditie van de viering van Feest van de Heilige Drie-eenheid wordt aan Stephanus toegeschreven.
Hij schreef een vita over de heilige Lambertus. 
- Bibliothèque nationale de France: cb157633794 (data)
- Gemeinsame Normdatei: 100961355
- International Standard Name Identifier: 0000 0003 8821 2448
- Library of Congress Control Number: no2008093000
- MusicBrainz: 79811f71-7975-45cf-9df4-316db625806c
- Nationale Bibliotheek van Tsjechië: kup19980000095189
- Nederlandse Thesaurus van Auteursnamen: 070573433
- Réseau des bibliothèques de Suisse occidentale: 02-A014065533
- Système universitaire de documentation: 162038860
- Virtual International Authority File: 281325874
- WorldCat: E39PCjJHwJb6VmF44hGBF4gG6q